# مدرسه علمیه تهران
مدرسهٔ علمیهٔ تهران یا دبیرستان علمیه تهران در اردیبهشت ماه سال ۱۲۷۷ خورشیدی توسط انجمن معارف تشکیل شد و بعد از دارالفنون دومین مرکز آموزشی ایران و اولین دبیرستان کشور محسوب می‌شود.

## تاریخچه
مدرسه علمیه قبل از مشروطه و تحت نظر انجمن معارف با ریاست میرزا محمود احتشام السلطنه و مدیریت علی خان ناظم العلوم و همراهی میرزا حسن تبریزی معروف به رشدیه، یحیی دولت‌آبادی ناظم اطبا و با نظارت جعفر قلی خان نیر الملک وزیر علوم وقت ایجاد شد ساختمان اولیه این مدرسه در انتهای خیابان لاله‌زار پشت شهرداری منزل انیس الدوله بود. بنا به نوشته یحیی دولت‌آبادی: موضوع ایجاد مدرسه علمیه در هفتمین جلسه ین مدرسه گذاشته شد و مطابق آنچه در اساس‌نامه انجمن آمده بود این مدرسه برای افراد بی بضاعت و فقیر این امکان را فراهم می‌آورد تا بدون پرداخت شهریه تحصیل کنند. این مدرسه در دو بخش ابتدایی و علمیه (دبیرستان) تشکیل شد. مسوولیت بخش ابتدایی با محمد صفی ناظم العلوم و دوره علمیه با کاظم مرزبان بود.
بعد از منزلانیس الدوله خانه «حاج سیف الدوله» در خیابان جمهوری (شاه آباد) سپس منزل علاءالملک در خیابان صفی علیشاه (خانقاه) و سپس خیابان اکباتان و باغ نگارستان اماکنی بودند که مدرسه علمیه چندی در آنجا به فعالیت خود ادامه تا سرانجام در سال ۱۳۱۶ شمسی مدرسه امروزی «علمیه» تبدیل به دانشسرای عالی شده و در کنار مدرسه سپهسالار توانست برای خود ساختمانی تهیه کرده و مستقر شود. اما این ساختمان نیز در سال ۱۳۸۲ به دلیل آنچه طرح توسعه مجلس شورای اسلامی و احداث ساختمان جدید خوانده شد تخریب و در اختیار مجلس شورای اسلامی قرار گرفت؛ و اینبار مدرسه علمیه به ابتدای خیابان جمهوری منتقل گردید و ساختمان مدرسه شریعتی (شاهدخت) به این مدرسه تاریخی واگذار شد.
در حال حاضر موزه مدرسه علمیه در این مکان ایجاد شده و علاقه‌مندان می‌توانند در روزهای دوشنبه و پنج شنبه از ساعت ۱۴ تا ۱۸ از موزه بازدید کنند.

## برنامه تحصیلی
دوره ابتدایی مدرسه علمیه ۵ ساله بوده و در بخش‌های علمی موارد زیر تدریس می‌شد:کامل حساب، هندسه، جبر، مثلثات، جغرافیا، تاریخ، هیئت، فیزیک و شیمی، گیاه‌شناسی، زمین‌شناسی، جانورشناسی، اقتصاد و یکی از سه زبان فرانسوی، انگلیسی یا روسی.
و در دوره دبیرستان دروس نظامی نیز به دانش آموزان یاد داده می‌شد و تنها مدرسه‌ای بود که برای ورزش دارای معلم بود.

## محصلان
- سعید نفیسی
- شجاع‌الدین شفا
- انور خامه‌ای
- نورعلی تابنده
- احسان طبری
- جهانگیر قائم مقامی
- ناصر کاتوزیان
- شاهرخ مسکوب
- همایون خرم
- ابوالحسن بنی‌صدر
- بهمن فرمان‌آرا
- اسفندیار منفردزاده
- علیرضا مشایخی
- عبدالکریم قریب
- سردار فاخرحکمت
- محمود مهران
- غلامحسین رهنما
- صادق هدایت
- امیرعباس هویدا

## مدرسان و مدیران
برخی از مدرسان این مدرسه عبارت بودند از علی‌خان ناظم العلوم، مهدی قلی مخبرالسلطنه هدایت، میرزا علی‌اکبر مزین الدوله، یوسف ریشار مودب‌الملک و عبدالعظیم قریب، محمدعلی فروغی و سعید نفیسی
مدیران این مدرسه عبارت بودند از: علی خان ناظم العلوم- مهدی قلی مخبرالسلطنه هدایت، علی‌اکبر مزین الدوله، محمد صفی ادیب، محمد حسن ادیب، محمد حسین قریب، ابوالحسن فروغی، علی اکبر مهران، تقی تقوی، محمد ملکزاده

## نگارخانه

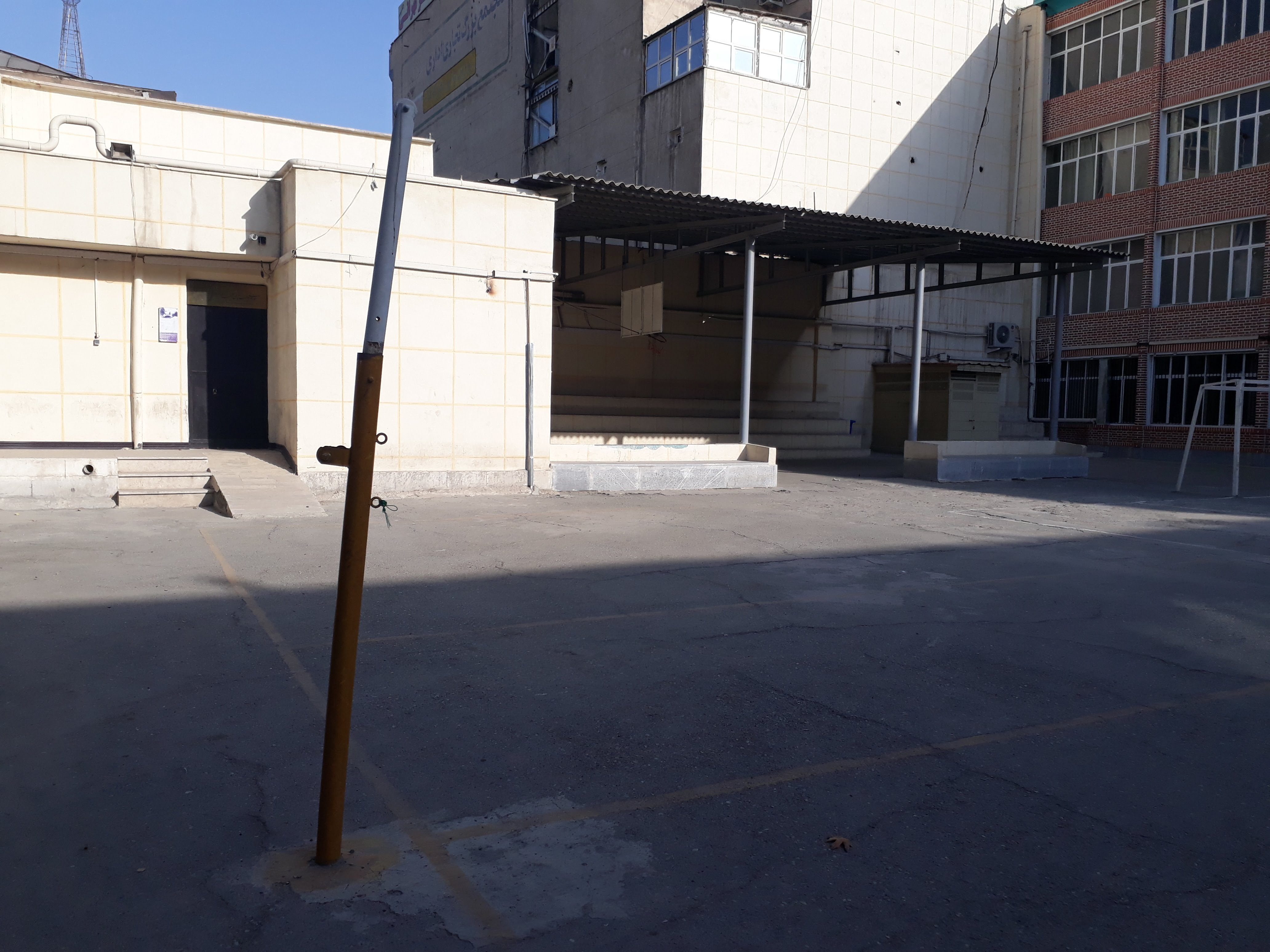
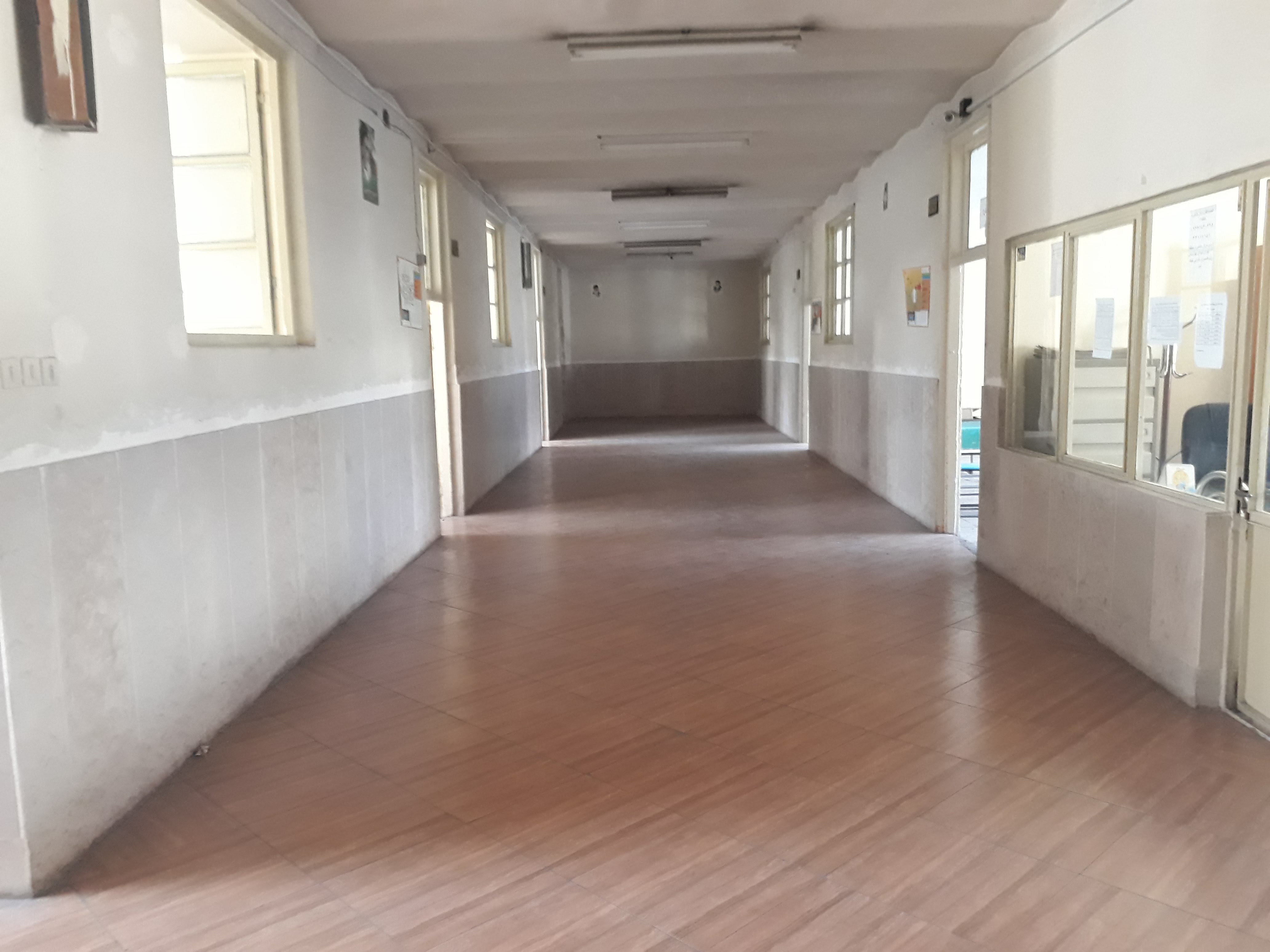
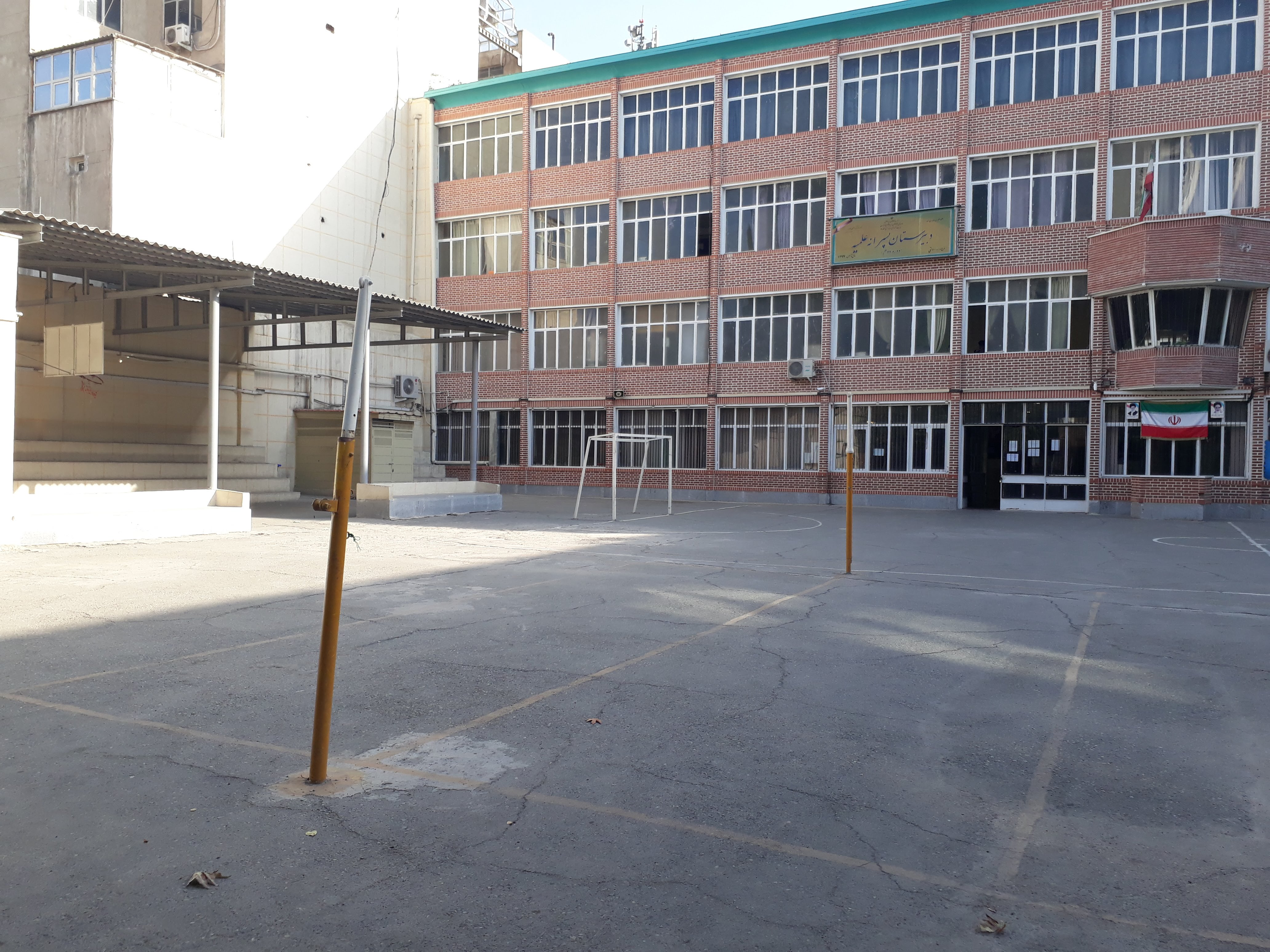
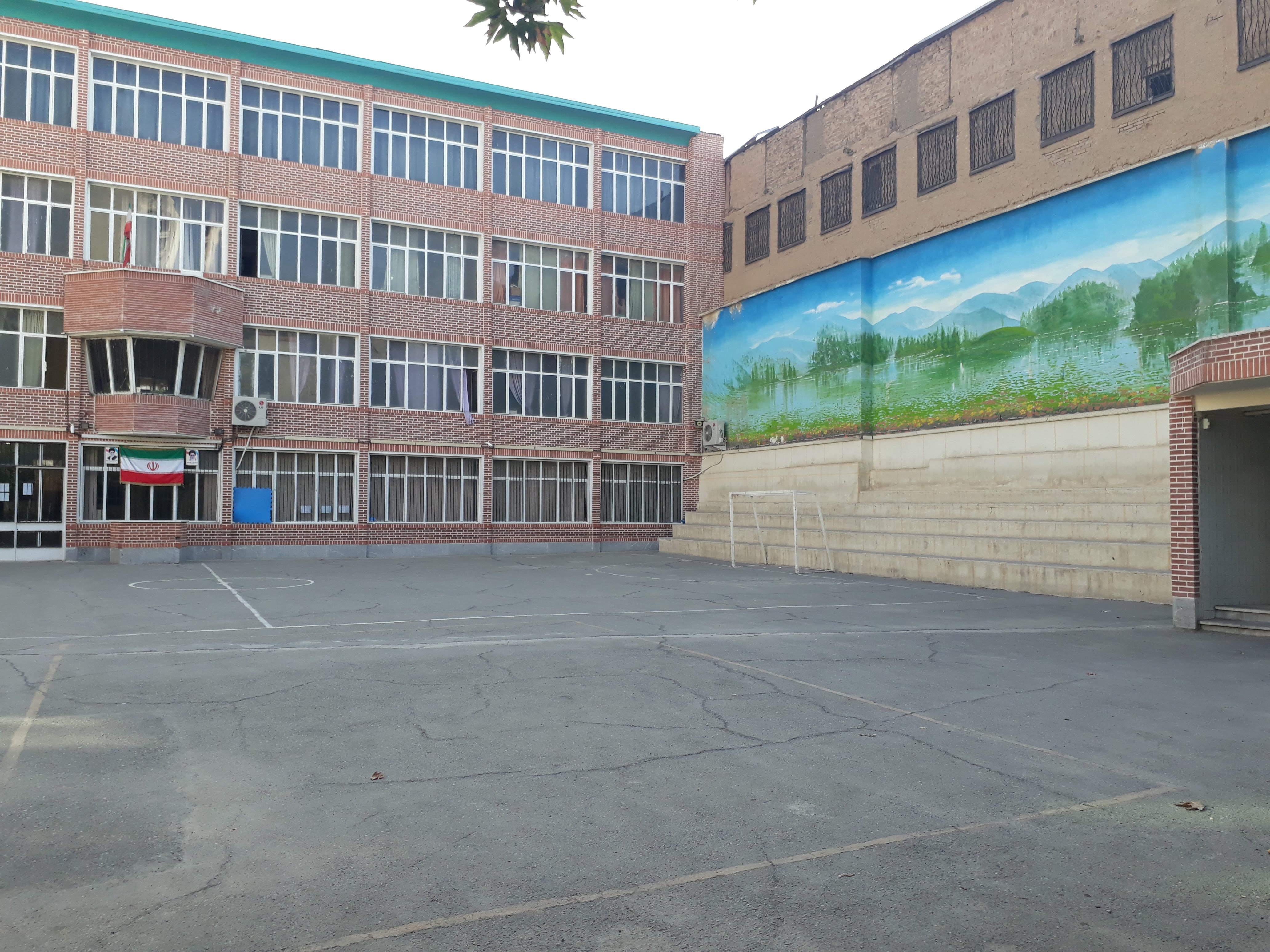

و از مدیران برجسته دبیرستان علمیه سید عزالدین مهدوی